# رسان (جبل)
جبل رسان أو جبل رسانن هو جبل في العرضيات في ديار تهامة بلقرن يسيل منه وادي شعبن حتى يصب في وادي يبة.